# デーヴ・パテール
デーヴ・パテール（Dev Patel、ヒンディー語: देव पटेल, グジャラート語: દેવ પટેલ, 1990年4月23日 - ）は、イギリス出身の俳優。デヴ・パテルとも表記される。

## 生い立ち
グジャラート系ヒンドゥー教徒でケニア出身のインド系移民の両親のもと、1990年にロンドン郊外のハーロウで生まれ育つ。

## キャリア
2007年に放映されたティーン向け連続テレビドラマ『スキンズ』（Skins, 第1-2シーズン）でデビュー。この中で演じたお気楽な性格のムスリムの少年役によってイギリス国内での注目を集める。（ドラマのファンであった娘を通じて、当時次回作の制作準備中だったダニー・ボイル監督の目にとまることとなる。）
2008年に『スラムドッグ$ミリオネア』で主役のスラム出身の若者役を演じたことで 放送映画批評家協会賞（若手男優賞）など多数受賞。イギリス本国のみならず世界各地で一躍有名になる。
2009年7月6日に『エアベンダー』のプロモーションでM・ナイト・シャマラン監督らと来日し、ららぽーと豊洲でのジャパンプレミアに出席した。その際には日本語で挨拶をした。
2016年公開のスタジオジブリ制作の劇場アニメ『おもひでぽろぽろ』の英語版吹き替えでトシオ役を演じる。
2017年、『LION/ライオン 〜25年目のただいま〜』では子供の頃にインドで親とはぐれGoogle Earthで家族を探しだす主人公・サルーの大人時代を演じ、第70回英国アカデミー賞（BAFTA）助演男優賞を獲得。
2024年、『モンキーマン』で映画監督デビューを果たし、批評家から絶賛された。

## 私生活
『スラムドッグ$ミリオネア』での共演をきっかけに、ヒロインを演じたフリーダ・ピントーと交際し、ロサンゼルスで同棲していたが、2014年に破局した。
9歳の頃から地元の道場に通っているテコンドーでは、2004年にダブリンで開催された世界大会において銅メダルを獲得し、2006年には黒帯（初段）を取得している。

## 出演作品

### 長編映画

#### 劇場公開映画
| 年   | 題名                                                                        | 役名                           | 備考         | 吹き替え   |
| ---- | --------------------------------------------------------------------------- | ------------------------------ | ------------ | ---------- |
| 2008 | スラムドッグ$ミリオネア Slumdog Millionaire                                 | ジャマール・マリク             |              | 小松史法   |
| 2010 | エアベンダー The Last Airbender                                             | ズーコ王子                     | 早志勇紀     |            |
| 2012 | マリーゴールド・ホテルで会いましょう The Best Exotic Marigold Hotel         | ソニー・カプール               | 内田夕夜     |            |
| 2012 | チェリーについて About Cherry                                               | アンドリュー                   | 吹替版なし   |            |
| 2015 | マリーゴールド・ホテル 幸せへの第二章 The Second Best Exotic Marigold Hotel | ソニー・カプール               | 内田夕夜     |            |
| 2015 | チャッピー Chappie                                                          | デオン・ウィルソン             | 羽多野渉     |            |
| 2015 | 奇蹟がくれた数式 The Man Who Knew Infinity                                  | シュリニヴァーサ・ラマヌジャン | [ 15 ]       | 吹替版なし |
| 2016 | LION/ライオン 〜25年目のただいま〜 Lion                                     | サルー・ブライアリー           |              | 平野潤也   |
| 2018 | ホテル・ムンバイ Hotel Mumbai                                               | アルジュン                     | 兼製作総指揮 | 高橋英則   |
| 2018 | ウエディング・ゲスト 招かれざる客 The Wedding Guest                         | ジェイ                         | 兼製作       | 吹替版なし |
| 2019 | どん底作家の人生に幸あれ! The Personal History of David Copperfield         | デヴィッド・カッパーフィールド |              | 吹替版なし |
| 2021 | グリーン・ナイト The Green Knight                                           | ガウェイン卿                   | 岩崎諒太     |            |
| 2024 | モンキーマン Monkey Man                                                     | ボビー / キッド / モンキーマン | 兼監督・脚本 | 濱野大輝   |
| 2025 | Rabbit Trap                                                                 | TBA                            | 兼監督・脚本 |            |
| TBA  | The Peasant                                                                 | TBA                            | 兼監督・脚本 |            |

#### WEB配信映画
| 年   | 題名                      | 役名       | 配信局  | 吹替     |
| ---- | ------------------------- | ---------- | ------- | -------- |
| 2019 | 失くした体 I lost my body | ナオフェル | Netflix | 木島隆一 |

### 短編映画

#### WEB配信映画
| 年   | 題名                                                                                 | 役名               | 配信局  | 吹替   |
| ---- | ------------------------------------------------------------------------------------ | ------------------ | ------- | ------ |
| 2023 | ヘンリー・シュガーのワンダフルな物語 Roald Dahl's The Wonderful Story of Henry Sugar | Z・Z・チャテルジー | Netflix | 西健亮 |
| 2023 | 毒 Poison                                                                            | ウッズ             | Netflix | 西健亮 |

### テレビシリーズ
| 年        | 題名                                          | 役名               | 備考         | 吹き替え           |
| --------- | --------------------------------------------- | ------------------ | ------------ | ------------------ |
| 2007      | スキンズ Skins                                | アンワル・カッラル | 計18話出演   | （吹き替え版なし） |
| 2012-2014 | ニュースルーム The Newsroom                   | ニール・サンパット | 計22話出演   | 逢笠恵祐           |
| 2019      | モダン・ラブ 〜今日もNYの街角で〜 Modern Love | ジョシュア         | アンソロジー | 玉木雅士           |